# Igor Sypniewski
Igor Sypniewski, född 10 november 1974 i Łódź, Polen, död 4 november 2022 i samma stad, var en polsk fotbollsspelare. 
Sypniewski spelade två A-landslagsmatcher för Polen.
Igor Sypniewski spelade för fem polska klubbar: ŁKS Łódź, Orzeł Łódź, Ceramika Opoczno, RKS Radomsko och Wisła Kraków. Sypniewski representerade även de grekiska klubbarna PEA Kavala, Panathinaikos FC, OFI Kreta och Kallithea FC. Han spelade i UEFA Champions League 1998/1999 och 2000/2001 med Panathinaikos.
Han spelade även i en rad svenska klubbar. Han gjorde tio mål på 21 matcher när han spelade i Halmstads BK säsongen 2003. Inför säsongen 2004 skrev Sypniewski på ett treårskontrakt med Malmö FF, men halvvägs in i serien 2004 fick han sparken. Efter några matcher för Trelleborgs FF och en vända i polska division 2 hamnade han i Skåneklubben Bunkeflo IF.

## Klubbar
- ŁKS Łódź (Moderklubb, från ålder 10 år, senior 1991–1992), 0 matcher och 0 mål
- Orzeł Łódź (1992–1993)
- ŁKS Łódź (1993–1995), 2 matcher och 0 mål
- Ceramika Opoczno (1995–1997)
- AO Kavala (1997–1998), 19 matcher och 7 mål
- Panathinaikos FC (1998–2000), 53 matcher och 8 mål
- OFI Kreta (2001), 10 matcher och 1 mål
- RKS Radomsko (2001–2002), 9 matcher och 4 mål
- Wisła Kraków (2002), 6 matcher och 1 mål
- Kallithea FC (2002–2003), 2 matcher och 0 mål
- Halmstads BK (2003), 21 matcher och 10 mål
- Malmö FF (2004), 8 matcher och 2 mål
- Trelleborgs FF (2004), 2 matcher och 0 mål
- ŁKS Łódź (2005–2006), 46 matcher och 16 mål
- Bunkeflo IF (2006), 7 matcher och 5 mål

### Fotnoter
1. ↑  Igor Sypniewski på 90minut.pl (polska)
2. ↑  https://www.expressen.se/sport/fotboll/allsvenskan/janne-anderssons-sorg-efter-igor-sypniewskis-dod/
3. ↑  Oscar Jakobsson (4 november 2022). ”Tidigare allsvenska spelaren Igor Sypniewski död” (på svenska). SVT Sport. https://www.svt.se/sport/fotboll/tidigare-allsvenska-spelaren-dod. Läst 4 november 2022.